# Castello del Piagnaro
Il castello del Piagnaro è una struttura difensiva situata sulla collina che domina, in direzione nord, il borgo di Pontremoli, in provincia di Massa e Carrara. Il castello era parte integrante del sistema difensivo della città assieme alle mura e alle torri che difendevano il borgo medievale, sviluppatosi lungo la Via Francigena. 
Edificato all'inizio dell'XI secolo, ha subito numerose ricostruzioni nel corso dei secoli, soprattutto nel Seicento e nel Settecento. 

Oggi, una porzione del castello ospita il Museo delle statue stele lunigianesi e fa parte del circuito Associazione dei Castelli del Ducato di Parma, Piacenza e Pontremoli.

## Storia
Il castello di Piagnaro sorge agli inizi dell'XI secolo con funzioni di difesa e di controllo delle vie di comunicazioni verso l'Appennino, fra le quali la Via Francigena. Il suo nome, "Piagnaro", deriva dalle "piagne", lastre in arenaria utilizzate in Lunigiana per realizzare i tetti delle abitazioni. 
Il nucleo originario viene costruito per volontà della famiglia di origine longobarda degli Adalberti. 

Più volte distrutto ad opera di truppe imperiali e dagli stessi pontremolesi per discordie interne, fu sempre ricostruito per la sua posizione strategica che permetteva di dominare le strade del Bratello e della Cisa, di fondamentale importanza per i traffici commerciali medioevali. 
La struttura primitiva della fortezza, pertanto, ha subito profonde modifiche nei secoli: nel 1329 subisce una prima distruzione per mano dei guelfi e ghibellini, alleati contro l'odiato vicario di Ludovico di Baviera.

Nei secoli successivi subisce altri attacchi con conseguenti ricostruzioni, affiancate a restauri, rifacimenti e aggiornamenti della struttura difensiva. 
Il castello, comunque, viene utilizzato con scopo militare fino al 1790, anno in cui il Granduca di Toscana Pietro Leopoldo consegna al Comune l'ultimo cannone per fonderne il bronzo e realizzare la campana civica. Negli anni successivi viene utilizzato come sede di governatori militari e di nuovo come caserma fino ai primi anni del Regno d'Italia, dunque fino alla seconda metà dell'Ottocento, dopodiché viene adibito ad abitazione di famiglie non abbienti. Nel primo Novecento viene per questo considerato una sorta di ghetto, evitato dalla maggior parte della popolazione. 
Dal 1975 gli ambienti della parte inferiore del Castello ospitano il museo delle Statue Stele della Lunigiana. In occasione dell'apertura del museo, inoltre, il castello è stato completamente restaurato all'interno e all'esterno.

## Descrizione
La parte più antica visibile al giorno d'oggi è il torrione semicircolare del Quattrocento posto a nord, mentre la parte mediana è il risultato di un rifacimento operato nel Seicento e nel Settecento. Questo corpo contiene l'attuale ingresso al castello e, sul retro, un vasto cortile con un antico pozzo dal cortile; da qui tramite una gradinata, si sale sulla terrazza, dominante la vallata e l'abitato di Pontremoli. Un secondo nucleo di età posteriore, posto più in basso sull'altura, comprende invece costruzioni con il tipico aspetto di caserma, utilizzate per l'alloggio delle truppe.